# Diamond League 2023
La Diamond League 2023 (nota per motivi di sponsorizzazione anche come Wanda Diamond League 2023) è la quattordicesima edizione della Diamond League, serie di meeting internazionali di atletica leggera organizzata annualmente dalla World Athletics.
Ogni meeting ospita quattordici eventi delle varie discipline. Ogni competizione assegna agli atleti punti validi per la qualificazione alla finale, che per la prima volta non si terrà a Zurigo o Bruxelles, bensì a Eugene al Prefontaine Classic.

## I meeting
| Nº | Meeting                                                 | Stadio                         | Sede      | Data            | Resoconto |
| -- | ------------------------------------------------------- | ------------------------------ | --------- | --------------- | --------- |
| 1  | Doha Diamond League                                     | Stadio Qatar SC                | Doha      | 5 maggio        | Resoconto |
| 2  | Meeting international Mohammed VI d'athlétisme de Rabat | Stadio Moulay Abdallah         | Rabat     | 28 maggio       | Resoconto |
| 3  | Golden Gala Pietro Mennea                               | Stadio Luigi Ridolfi           | Firenze   | 2 giugno        | Resoconto |
| 4  | Meeting de Paris                                        | Stadio Charléty                | Parigi    | 9 giugno        | Resoconto |
| 5  | Bislett Games                                           | Bislett Stadion                | Oslo      | 15 giugno       | Resoconto |
| 6  | Athletissima                                            | Stade Olympique de la Pontaise | Losanna   | 30 giugno       | Resoconto |
| 7  | Bauhaus-Galan                                           | Olympiastadion                 | Stoccolma | 2 luglio        | Resoconto |
| 8  | Kamila Skolimowska Memorial                             | Stadio della Slesia            | Chorzów   | 16 luglio       | Resoconto |
| 9  | Herculis                                                | Stade Louis II                 | Monaco    | 21 luglio       | Resoconto |
| 10 | London Anniversary Games                                | London Stadium                 | Londra    | 23 luglio       | Resoconto |
| 11 | Weltklasse Zürich                                       | Stadio Letzigrund              | Zurigo    | 31 agosto       | Resoconto |
| -  | Shenzhen Diamond League                                 | Bao'an Stadium                 | Shenzhen  | 2 settembre     | -         |
| 12 | Xiamen Diamond League                                   | Egret Stadium                  | Xiamen    | 2 settembre     | Resoconto |
| 13 | Memorial Van Damme                                      | Stadio Re Baldovino            | Bruxelles | 8 settembre     | Resoconto |
| 14 | Prefontaine Classic                                     | Hayward Field                  | Eugene    | 16-17 settembre | Resoconto |

## Risultati

### Uomini

#### Corse
| Corse |                 |                          |                        |                         |                           |                                     |                                   |                         |                       |                             |
| #     | Meeting         | 100 m                    | 200 m                  | 400 m                   | 800 m                     | 1 500 m / Miglio / 2 000 m          | 3 000 m / 5 000 m                 | 110 m hs                | 400 m hs              | 3 000 m siepi               |
| 1     | Doha            | -                        | Fred Kerley 19"92      | -                       | Slimane Moula 1'46"06     | -                                   | Lamecha Girma 7'26"18 (3000)      | -                       | Rai Benjamin 47"78    | -                           |
| 2     | Rabat           | Fred Kerley 9"94         | -                      | Steven Gardiner 44"70   | Emmanuel Wanyonyi 1'44"36 | Jakob Ingebrigtsen 3'32"59 (1500)   | -                                 | Rasheed Broadbell 13"08 | -                     | Soufiane el-Bakkali 7'56"68 |
| 3     | Firenze         | Fred Kerley 9"94         | Erriyon Knighton 19"89 | -                       | -                         | -                                   | Mohamed Katir 12'52"09 (5000)     | Grant Holloway 13"04    | -                     | -                           |
| 4     | Parigi          | Noah Lyles 9"97          | -                      | -                       | Emmanuel Wanyonyi 1'43"27 | -                                   | -                                 | Grant Holloway 12"98    | CJ Allen 47"92        | Lamecha Girma 7'52"11       |
| 5     | Oslo            | -                        | Erriyon Knighton 19"77 | Wayde van Niekerk 44"38 | -                         | Jakob Ingebrigtsen 3'27"95 (1500)   | Yomif Kejelcha 12'41"73 (5000)    | -                       | Karsten Warholm 46"52 | -                           |
| 6     | Losanna         | -                        | Letsile Tebogo 20"01   | -                       | -                         | Jakob Ingebrigtsen 3'28"72 (1500)   | Berihu Aregawi 12'40"45 (5000)    | Shunsuke Izumiya 13"22  | -                     | -                           |
| 7     | Stoccolma       | Akani Simbine 10"03      | -                      | Zakithi Nene 45"30      | Djamel Sedjati 1'44"59    | -                                   | -                                 | -                       | Karsten Warholm 47"57 | Soufiane el-Bakkali 8'09"84 |
| 8     | Chorzów         | Akani Simbine 9"97       | -                      | Wayde van Niekerk 44"08 | -                         | Jakob Ingebrigtsen 3'27"14 (1500)   | -                                 | -                       | -                     | Soufiane el-Bakkali 8'03"16 |
| 9     | Monaco          | Ferdinand Omanyala 9"92  | -                      | -                       | Wycliffe Kinyamal 1'43"22 | -                                   | Hagos Gebrhiwet 12'42"18 (5000)   | -                       | Karsten Warholm 46"51 | Simon Koech 8'04"19         |
| 10    | Londra          | -                        | Noah Lyles 19"47       | Wayde van Niekerk 44"37 | -                         | Yared Nuguse 3'30"44 (1500)         | -                                 | Grant Holloway 13"01    | -                     | -                           |
| 11    | Zurigo          | -                        | Noah Lyles 19"80       | -                       | -                         | Yared Nuguse 3'30"49 (1500)         | Yomif Kejelcha 12'46"91 (5000)    | -                       | Kyron McMaster 47"57  | -                           |
| 12    | Xiamen          | Christian Coleman 9"83 = | -                      | Kirani James 44"38      | Emmanuel Wanyonyi 1'43"20 | -                                   | -                                 | Hansle Parchment 12"96  | -                     | Soufiane el-Bakkali 8'10"31 |
| 13    | Bruxelles       | -                        | Kenneth Bednarek 19"79 | Rusheen McDonald 44"84  | Djamel Sedjati 1'43"60    | Jakob Ingebrigtsen 4'43"13 (2000)   | -                                 | -                       | -                     | -                           |
| 14    | Eugene (finale) | Christian Coleman 9"83 = | Andre De Grasse 19"76  | Kirani James 44"30      | Emmanuel Wanyonyi 1'42"80 | Jakob Ingebrigtsen 3'43"73 (Miglio) | Jakob Ingebrigtsen 7'23"63 (3000) | Hansle Parchment 12"93  | Rai Benjamin 46"39    | Simon Koech 8'06"26         |

#### Concorsi
| Concorsi |                 |                            |                              |                           |                         |                         |                       |                        |
| #        | Meeting         | Salto in lungo             | Salto triplo                 | Salto in alto             | Salto con l'asta        | Getto del peso          | Lancio del disco      | Lancio del giavellotto |
| 1        | Doha            | -                          | Pedro Pichardo 17,91 m w     | JuVaughn Harrison 2,32 m  | -                       | -                       | Kristjan Čeh 70,89 m  | Neeraj Chopra 88,67 m  |
| 2        | Rabat           | -                          | -                            | -                         | -                       | -                       | Kristjan Čeh 70,32 m  | -                      |
| 3        | Firenze         | -                          | Andy Díaz 17,75 m            | JuVaughn Harrison 2,32 m  | -                       | Leonardo Fabbri 21,73 m | -                     | -                      |
| 4        | Parigi          | Miltiadīs Tentoglou 8,13 m | -                            | -                         | -                       | -                       | -                     | -                      |
| 5        | Oslo            | Simon Ehammer 8,32 m       | -                            | -                         | Armand Duplantis 6,01 m | -                       | -                     | -                      |
| 6        | Losanna         | LaQuan Nairn 8,11 m        | -                            | -                         | -                       | Ryan Crouser 22,29 m    | -                     | Neeraj Chopra 87,66 m  |
| 7        | Stoccolma       | -                          | -                            | Hamish Kerr 2,24 m        | Armand Duplantis 6,05 m | -                       | Kristjan Čeh 69,83 m  | -                      |
| 8        | Chorzów         | -                          | -                            | Mutaz Essa Barshim 2,36 m | Armand Duplantis 6,01 m | Ryan Crouser 22,55 m    | -                     | -                      |
| 9        | Monaco          | -                          | Hugues Fabrice Zango 17,70 m | -                         | Chris Nilsen 5,92 m =   | -                       | -                     | Jakub Vadlejch 85,95 m |
| 10       | Londra          | -                          | -                            | JuVaughn Harrison 2,35 m  | -                       | Ryan Crouser 23,07 m    | Daniel Ståhl 67,03 m  | -                      |
| 11       | Zurigo          | Miltiadīs Tentoglou 8,20 m | -                            | Mutaz Essa Barshim 2,35 m | Armand Duplantis 6,00 m | -                       | -                     | Jakub Vadlejch 85,86 m |
| 12       | Xiamen          | -                          | Andy Díaz 17,43 m            | -                         | -                       | -                       | -                     | -                      |
| 13       | Bruxelles       | -                          | -                            | -                         | Armand Duplantis 6,10 m | -                       | -                     | -                      |
| 14       | Eugene (finale) | Simon Ehammer 8,22 m       | Andy Díaz 17,43 m            | Woo Sang-hyeok 2,35 m =   | Armand Duplantis 6,23 m | Joe Kovacs 22,93 m      | Matthew Denny 68,43 m | Jakub Vadlejch 84,24 m |

### Donne

#### Corse
| Corse |                 |                             |                        |                         |                          |                                 |                                        |                             |                       |                            |
| #     | Meeting         | 100 m                       | 200 m                  | 400 m                   | 800 m                    | 1 500 m / Miglio                | 3 000 m / 5 000 m                      | 100 m hs                    | 400 m hs              | 3 000 m siepi              |
| 1     | Doha            | Sha'Carri Richardson 10"72  | -                      | Marileidy Paulino 50"51 | -                        | Faith Kipyegon 3'58"57 (1500)   | -                                      | Jasmine Camacho-Quinn 12"48 | -                     | Winfred Yavi 9'04"38       |
| 2     | Rabat           | -                           | Shericka Jackson 21"98 | -                       | Mary Moraa 1'58"72       | Gudaf Tsegay 3'54"03 (1500)     | -                                      | -                           | Shamier Little 53"95  | -                          |
| 3     | Firenze         | Marie-Josée Ta Lou 10"97    | -                      | Natalia Kaczmarek 50"41 | -                        | Faith Kipyegon 3'49"11 (1500)   | -                                      | -                           | Femke Bol 52"43       | Sembo Almayew 9'00"71      |
| 4     | Parigi          | -                           | Gabrielle Thomas 22"05 | Marileidy Paulino 49"12 | Keely Hodgkinson 1'55"77 | -                               | Faith Kipyegon 14'05"20 (5000)         | -                           | -                     | -                          |
| 5     | Oslo            | Marie-Josée Ta Lou 10"75    | -                      | -                       | -                        | Birke Haylom 4'17"13 (miglio)   | Beatrice Chebet 8'25"01 (3000)         | -                           | Femke Bol 52"30       | -                          |
| 6     | Losanna         | Marie-Josée Ta Lou 10"88    | -                      | -                       | Mary Moraa 1'57"43       | -                               | -                                      | Jasmine Camacho-Quinn 12"40 | Femke Bol 52"76       | Beatrice Chepkoech 9'05"98 |
| 7     | Stoccolma       | -                           | Daryll Neita 22"50     | -                       | -                        | Freweyni Hailu 4'02"31 (1500)   | Beatrice Chebet 14'36"52 (5000)        | Tobi Amusan 12"52           | -                     | -                          |
| 8     | Chorzów         | Sha'Carri Richardson 10"76  | -                      | Natalia Kaczmarek 49"48 | Mary Moraa 1'56"85       | -                               | Freweyni Hailu 8'26"61 (3000)          | Tobi Amusan 12"34           | -                     | -                          |
| 9     | Monaco          | -                           | Shericka Jackson 21"86 | Natalia Kaczmarek 49"63 | -                        | Faith Kipyegon 4'07"64 (miglio) | -                                      | Nia Ali 12"30               | -                     | -                          |
| 10    | Londra          | Marie-Josée Ta Lou 10"75 =  | -                      | -                       | Jemma Reekie 1'57"30     | -                               | Gudaf Tsegay 14'12"29 (5000)           | -                           | Femke Bol 51"45       | Jackline Chepkoech 8'57"35 |
| 11    | Zurigo          | Sha'Carri Richardson 10"88  | Shericka Jackson 21"82 | -                       | Laura Muir 1'57"71       | -                               | -                                      | Danielle Williams 12"54     | -                     | Winfred Yavi 9'03"19       |
| 12    | Xiamen          | -                           | -                      | Marileidy Paulino 49"36 | -                        | Freweyni Hailu 3'56"56          | Beatrice Chebet 8'24"05 (3000)         | -                           | Rushell Clayton 53"56 | -                          |
| 13    | Bruxelles       | Elaine Thompson-Herah 10"84 | Shericka Jackson 21"48 | Cynthia Bolingo 50"09   | -                        | Laura Muir 3'55"34              | Lilian Kasait Rengeruk 14'26"46 (5000) | -                           | Femke Bol 52"11       | -                          |
| 14    | Eugene (finale) | Shericka Jackson 10"70      | Shericka Jackson 21"57 | Marileidy Paulino 49"58 | Athing Mu 1'54"97        | Faith Kipyegon 3'50"72 (1500)   | Gudaf Tsegay 14'00"21                  | Tobi Amusan 14'00"21        | Femke Bol 51"98       | Winfred Yavi 8'50"66       |

#### Concorsi
| Concorsi |                 |                          |                                 |                             |                         |                       |                             |                          |
| #        | Meeting         | Salto in lungo           | Salto triplo                    | Salto in alto               | Salto con l'asta        | Getto del peso        | Lancio del disco            | Lancio del giavellotto   |
| 1        | Doha            | -                        | -                               | -                           | Katie Moon 4,81 m       | -                     | -                           | -                        |
| 2        | Rabat           | -                        | Leyanis Pérez Hernández 14,84 m | Jaroslava Mahučich 2,01 m   | -                       | Auriol Dongmo 19,28 m | -                           | -                        |
| 3        | Firenze         | Larissa Iapichino 6,79 m | -                               | -                           | Katie Moon 4,71 m       | -                     | Valarie Allman 65,96 m      | -                        |
| 4        | Parigi          | -                        | -                               | Nicola Olyslagers 2,00 m    | Nina Kennedy 4,77 m     | Auriol Dongmo 19,72 m | Valarie Allman 69,04 m      | Haruka Kitaguchi 65,09 m |
| 5        | Oslo            | -                        | Yulimar Rojas 14,91 m           | -                           | -                       | Sarah Mitton 19,54 m  | Jorinde van Klinken 66,77 m | -                        |
| 6        | Losanna         | -                        | -                               | Nicola Olyslagers 2,02 m =  | Katie Moon 4,82 m       | -                     | -                           | Mackenzie Little 65,70 m |
| 7        | Stoccolma       | Larissa Iapichino 6,67 m | -                               | -                           | -                       | -                     | Sandra Perković 64,49 m     | -                        |
| 8        | Chorzów         | -                        | Yulimar Rojas 15,18 m           | Iryna Heraščenko 1,98 m     | -                       | -                     | -                           | Haruka Kitaguchi 67,04 m |
| 9        | Monaco          | Larissa Iapichino 6,95 m | -                               | Nicola Olyslagers 1,99 m    | -                       | -                     | -                           | -                        |
| 10       | Londra          | Quanesha Burks 6,98 m    | -                               | -                           | Wilma Murto 4,80 m      | -                     | -                           | -                        |
| 11       | Zurigo          | -                        | Yulimar Rojas 15,15 m           | -                           | Nina Kennedy 4,91 m (i) | -                     | -                           | -                        |
| 12       | Xiamen          | Ivana Vuleta 6,88 m      | -                               | Jaroslava Mahučich 2,02 m = | -                       | -                     | Feng Bin 67,41 m            | -                        |
| 13       | Bruxelles       | -                        | Shanieka Ricketts 15,01 m       | Jaroslava Mahučich 2,00 m   | -                       | Chase Ealey 20,05 m   | -                           | Haruka Kitaguchi 67,38 m |
| 14       | Eugene (finale) | Ivana Vuleta 6,85 m      | Yulimar Rojas 15,35 m           | Jaroslava Mahučich 2,03 m   | Katie Moon 4,86 m       | Chase Ealey 20,76 m   | Valarie Allman 68,66 m      | Haruka Kitaguchi 63,78 m |